# Горбівська сільська рада (Глобинський район)
Горбівська сільська рада — колишній орган місцевого самоврядування у Глобинському районі Полтавської області з центром у селі Горби. Населення сільської ради на 1 січня 2011 року становить 772 особи. Раді підпорядковані 3 населені пункти: с. Горби, с. Білоусівка, с. Сидори.

## Географія
Відстань до найближчої місцевої ради (Гриньківська сільська рада) — 3 км. Також межує також з Жуковською сільською радою.
Розташована в лісостеповій зоні, ґрунти переважно чорноземні.
Площа території ради: 4089,1 га, серед них:
- Площа сільгоспугідь (по всіх товаровиробниках, включаючи підсобні господарства) — 3702,39 га
- Ріллі — 3467.93 га
- Пасовищ — 90,86 га

## Історія
Місцева рада утворена в 1947 році.

## Населення
На території Горбівської сільської ради розташовано 3 населених пункти з населенням 772 особи:
| № | Назва села    | 2001 чол. | 2011 чол. |
| - | ------------- | --------- | --------- |
| 1 | с. Горби      | 735       | 622       |
| 2 | с. Сидори     | 205       | 142       |
| 3 | с. Білоусівка | 19        | 8         |
|   | всього        | 959       | 772       |

## Влада
- Сільські голови
  - Коротич Віталій Вікторович[1].
- Секретар ради — Товченик Лариса Вікторівна[1].
- Депутатів сільської ради – 16 осіб[1].

## Економіка
Підприємства сільської ради:
- Агрофірм — 2
- Фермерських господарств — 12

## Освіта
Працюють такі заклади освіти:
- Загальноосвітня школа І-ІІ ступеню
- філія Глобинської ДЮСШ

## Медицина
Амбулаторія загальної практики сімейної медицини.

## Культура
Серед закладів культури є:
- Сільський будинок культури
- Бібліотека

## Пам'ятники
В центрі села Горби знаходиться пам'ятник односельцям, які загинули в роки Другої світової війни, збудований в 1963 році.

## Особистості
- Глібов Л. І. — український письменник, поет, байкар. В селі Горби пройшли дитинство та юність[1].
- Майборода Г. І. — український композитор. Навчався у Горбівський школі[1].